# Diplocarpon rosae
Diplocarpon rosae är en svampart som beskrevs av F.A. Wolf 1912. Diplocarpon rosae ingår i släktet Diplocarpon och familjen Dermateaceae.  Arten är reproducerande i Sverige. Inga underarter finns listade i Catalogue of Life.

## Källor

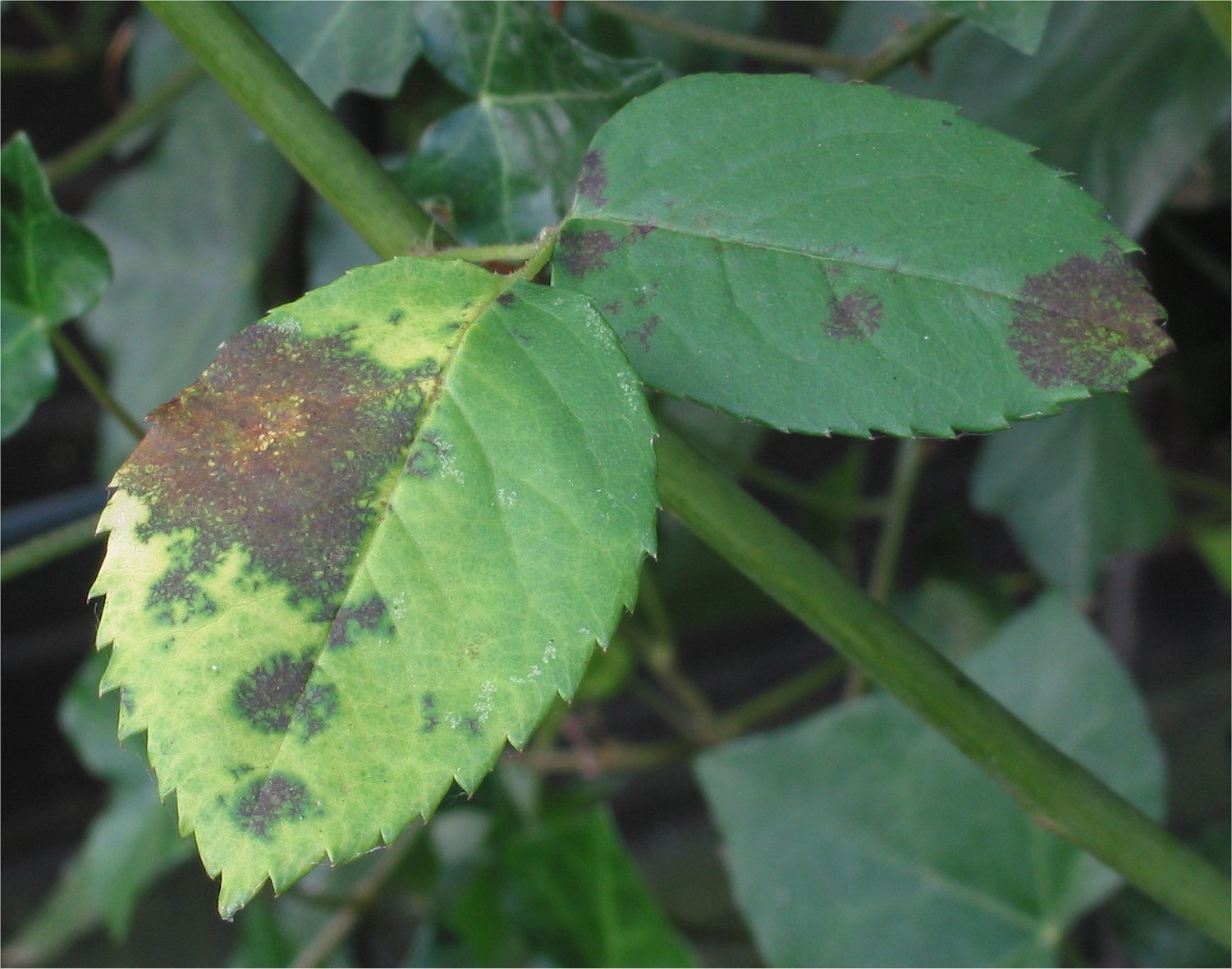